# Sociedad Deportiva Ciudad de Santiago
 (mai 2011).
 (janvier 2021).
Le contenu est difficilement compréhensible vu les erreurs de traduction, qui sont peut-être dues à l'utilisation d'un logiciel de traduction automatique.
Maillots
Sociedad Deportiva Ciudad de Santiago était un club de football espagnol basé à Saint-Jacques-de-Compostelle, dans la communauté autonome de Galice.
Fondé en 1978, il évolue en Seconde Division B jusqu'à sa dissolution en 2009. 
Il est refondé en 2010 sous son nom d'origine, l'Atlético Fátima. Les matchs à domicile se déroulent au Stade Multiusos de San Lázaro, qui peut contenir 14 000 supporters.

## Histoire
Le club est fondé sous le nom Atlético Fátima, le 14 juin 1978. Son premier président est Manuel Paz Nogueira.
Le club débute dans les divisions régionales du football galicien et y demeure jusqu'en 2005. Lorsque l'équipe accède à Régional Préférentiel de la Galice, elle devient le premier club de Saint-Jacques-de-Compostelle, bénéficiant ainsi grandement des subventions octroyées par la mairie aux clubs sportifs, (au détriment de SD Compostela). Le club est aussi soutenu par des sponsors locaux. Il adopte le statut de Société Anonyme Sportive (SAD). Depuis la saison 2005-2006, il prend le nom de Ciudad de Santiago (Ville de Saint-Jacques).
Dans la saison 2006-2007, le club s'élève en Troisième Division. L'équipe joue désormais au Stade Multiusos de San Lázaro et peut acquérir des joueurs de Première Division comme Marcos "Changui" Yáñez.
Le club parvient en Seconde Division B après avoir gagné à UD Almansa. L'équipe s'y maintient à un bon niveau.

### Situation économique
L'ascension rapide (de 2 divisions successivement) n'a pas permis à la direction du club de s'adapter assez rapidement. Malgré les facilités accordées à son président et la direction, et le faible endettement (estimé à 300 000 €), une tentative de rachat par un groupe d'entreprises locales avorte après quelques mois de négociations, laissant les joueurs sans salaires durant la saison 2008-2009.

### Nom officiel
- Atlético Fátima  (1978–2005)
- renommé SD Ciudad de Santiago  (2005)

## Stade
Dès 2007, Ciudad de Santiago joue ses matchs au Stade Multiusos de San Lázaro, d'une capacité de 14 000 spectateurs. Il partage l'espace avec l'autre équipe de Saint-Jacques-de-Compostelle, le SD Compostela.
La suppression de la piste d'athlétisme permet l'ajout de gradins supplémentaires, transformant l'ancien stade multisports en l'un des meilleurs stades de football de Galice.
Le stade de San Lázaro occupe une position stratégique: accès au centre urbain et à l'Aéroport de Saint-Jacques-de-Compostelle en 5 à 10 minutes, il est entouré de deux hôtels et du Palais de Congrès et des Expositions.

## Saisons
| Primera División   | 0           |
| Segunda División   | 0           |
| Segunda División B | 1 (2008-09) |
| Tercera División   | 1 (2007-08) |

## Palmarès
- Tercera División : 2007 - 2008
- Segunda División B : 2008 - 2009